# Jagršče
Jagršče este o localitate din comuna Cerkno, Slovenia, cu o populație de 31 de locuitori.